# Scott County, Mississippi
Scott County är ett administrativt område i delstaten Mississippi, USA, med 28 264 invånare. Den administrativa huvudorten (county seat) är Forest. 

## Geografi
Enligt United States Census Bureau så har countyt en total area på 1 581 km². 1 578 km² av den arean är land och 3 km² är vatten. 

### Angränsande countyn
- Leake County - nord
- Newton County - öst
- Smith County - syd
- Rankin County - väst
- Madison County - nordväst